# Austrotylinae
Austrotylinae – podrodzina dwuparców z rzędu Chordeumatida i rodziny Conotylidae.
Dorosłe formy tych dwuparców mają tułów złożony z 30 pierścieni, z których pierwszy (collum) nie nakrywa głowy. Ich gnatochilarium cechuje niepodzielona bródka. Samce mają przednią parę gonopodów płytkowato spłaszczoną, wyposażoną w odgałęzienie środkowotylne oraz o rejonach bocznych co najmniej częściowo zlanych z bocznym wyrostkiem sternalnym. U Corypus przednie gonopody są mniejsze od kolpokoksytów gonopodów tylnych, natomiast u pozostałych rodzajów są od nich znacznie większe. Kolpokoksyty tylnych gonopodów są niewielkich rozmiarów i prostej budowy, u Corypus zawijają się wokół całych przednich gonopodów, a u pozostałych rodzajów tylko wokół ich nasadowego odgałęzienia.
Przedstawiciele rodziny znani są wyłącznie ze Stanów Zjednoczonych.
Takson ten wprowadzony został w 1976 roku przez Williama A. Sheara. Zalicza się tu 3 rodzaje:
- Achemenides Shear, 1971
- Austrotyla Causey, 1961
- Corypus Loomis et Schmitt, 1971

Shear zaliczał tu także rodzaj Idagona, który Petra Sierwald klasyfikuje w monotypowych Idagoninae.